# دار السلام للطباعة والنشر والتوزيع والترجمة
دار السلام للطباعة والنشر والتوزيع والترجمة  دار نشر عربية أسسها عبد القادر البكار عام 1973م بـ مدينة حلب في سوريا، واستمرت بها حتى عام 1980م، ثم انتقلت إلى القاهرة مصر من هذا التاريخ، بدأت بمقر للإدارة تلاه افتتاح مكتبة للبيع كفرع أول لها بـ شارع الأزهر، تبعه فرع ثان بشارع مصطفى النحاس في مدينة نصر، ثم تبعه لاحقًا الفرع الثالث في مدينة الإسكندرية.

## الجوائز
حازت الدار على العديد من الجوائز المصرية والعربية في مجال نشر الكتاب وكان منها. 

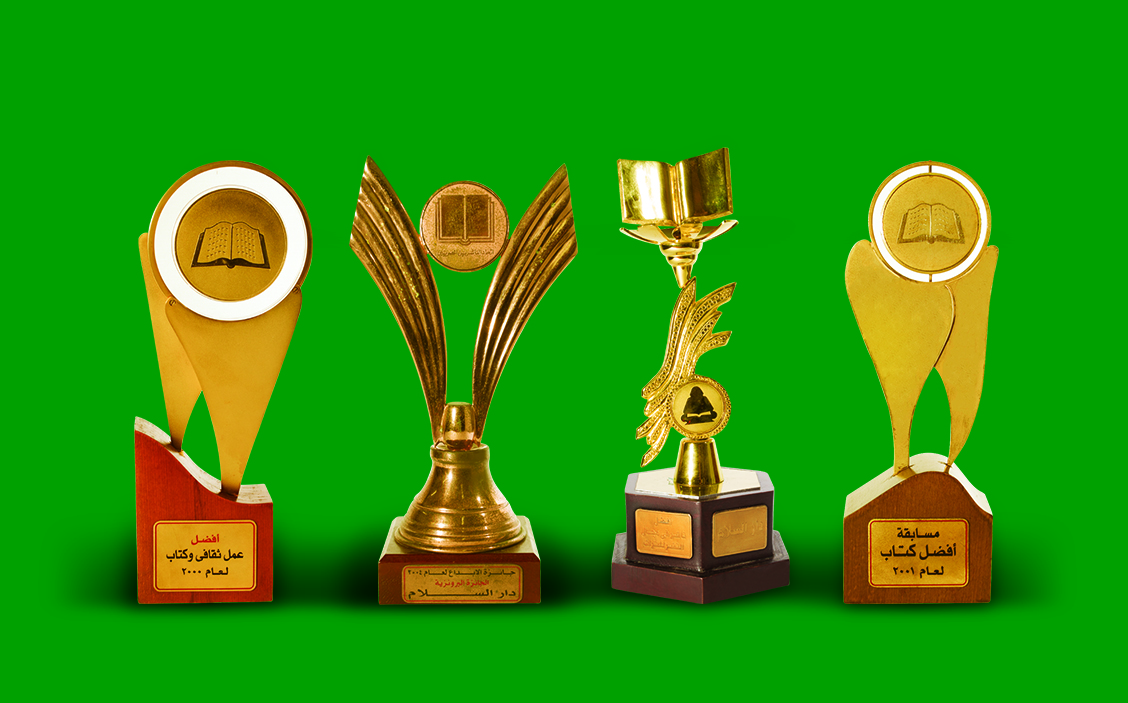
من جوائز التي حصلت عليها دار السلام

1. جائزة أفضل ناشر لعام 1999 في مجال نشر التراث (اتحاد الناشرين المصريين)
2. جائزة أفضل ناشر لعام 2000 في مجال النشر التراث (اتحاد الناشرين المصريين)
3. جائزة أفضل ناشر لعام 2001 في مجال النشر للتراث (اتحاد الناشرين المصريين)
4. جائزة الإبداع لعام 2004 – الجائزة البرونزية – (اتحاد الناشرين المصريين)
5. أفضل كتاب في مجال التراث 2014 - المحرر في فقه الإمام الشافعي (طبعة محققة على خمس مخطوطات) (الهيئة العامة للكتاب)

وكانت هذه الجوائز ثمرة لخدمة الثقافة العربية والإسلامية من خلال الاعتناء بالتراث الفكري والإنتاج الأدبي والعلمي لأعلام السلف ورواد الحضارة المعاصرين.

## المعارض
كما كان للدار جهد مشهود في نشر الكتاب العربي وتوفيره للقارئ من خلال المشاركة في المعارض العربية والدولية  والتي نالت خلالها شهادات الشكر والتقدير من الجهات المنظمة لتلك المعارض

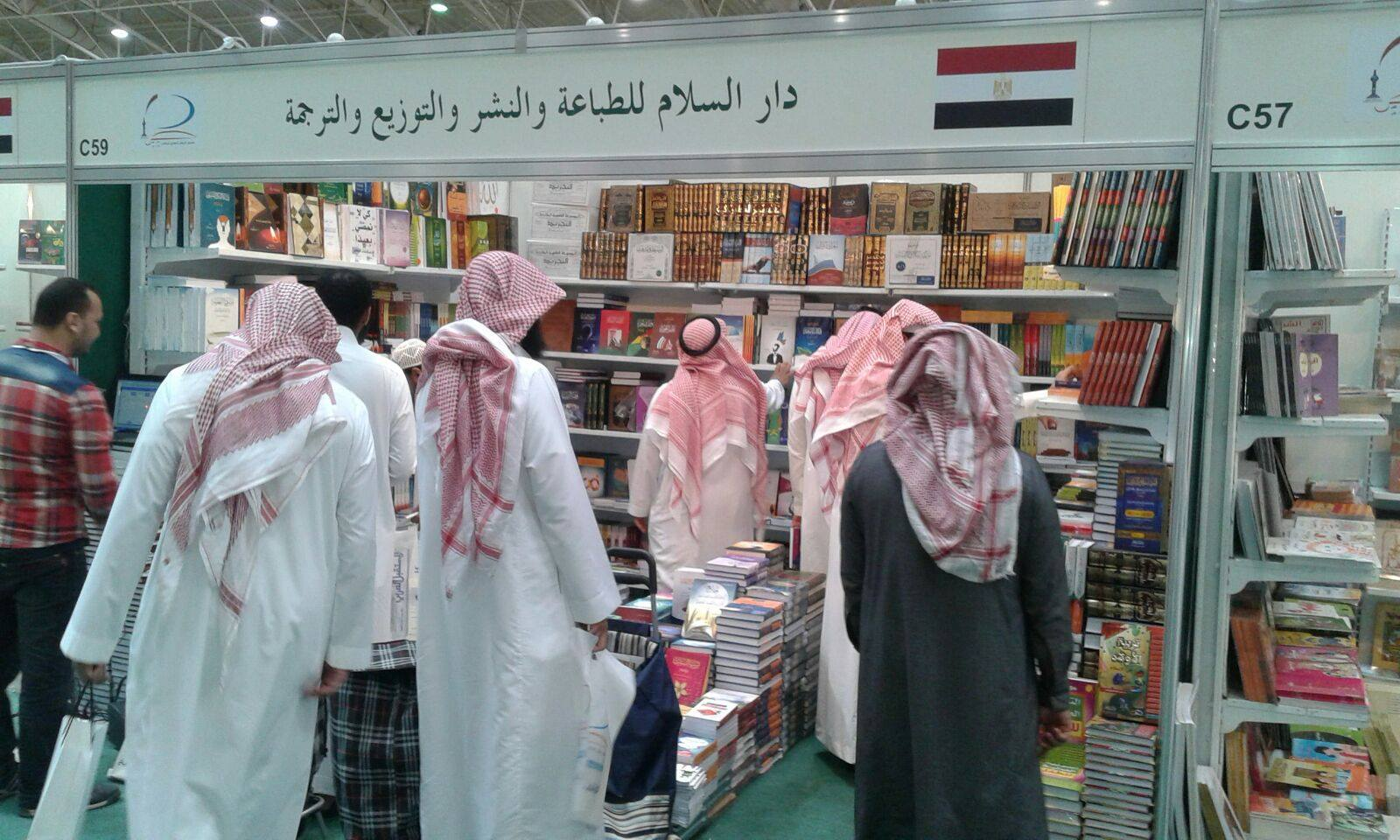
صورة أرشيفية لجناح دار السلام بأحد المعارض العربية

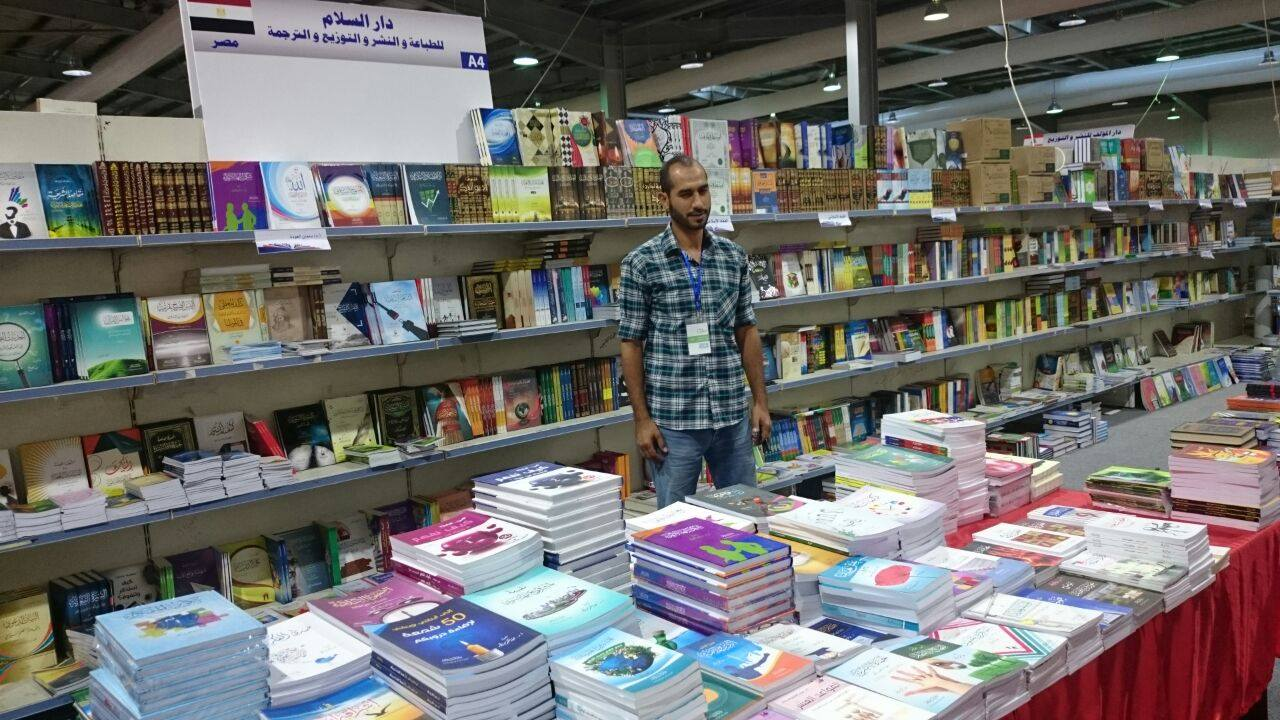
جناح 3

كما عملت على التعاون مع الدور العربية الرائدة والأصيلة من خلال توزيع إصداراتهم من خلال فروعها.

## من إصدارات الدار
تنوعت إصدارات الدار المعرفية في شتى مجالاتها وقد تجاوزت الإصدارات باللغة العربية الألف وخمسمائة إصدار ، فضلا عن الإصدارات باللغات العالمية الأخرى كالإنجليزية والتي قاربت المائة إصدار، إضافة إلى الإصدارات باللغة الفرنسية والأسبانية والألمانية وكذلك الأندونسية وكان لتلك الإصدارت صداها في حقولها المعرفية ومنها:
1. الواضح في التجويد (فكرة جديدة في خدمة المصحف الشريف)
2. أبجديات البحث في العلوم الشرعية محاولة في التأصيل المنهجي (ضوابط - آفاق - مناهج -تقنيات) لـ فريد الأنصاري
3. أثر القرآن في تحرير الفكر البشري لـ عبد العزيز جاويش تقديم: محمد عمارة
4. أثر اللغة في اختلاف المجتهدين لـ عبد الوهاب عبدالسلام طويلة
5. إرشاد الفحول إلى تحقيق الحق من علم الأصول (2/1 م.سلوفان )(طبعة محققة على نسخة المؤلف) لـ الشوكاني تحقيق شعبان محمد إسماعيل
6. أطلس الفتوحات الإسلامية لـ أحمد عادل [1]
7. الأعمال الكاملة لجمال الدين الأفغاني (4/1) م.فني لـ جمال الدين الأفغاني تحقيق محمد عمارة
8. أليس الصبح بقريب (التعليم العربي الإسلامي - دراسة تاريخية وآراء إصلاحية) لـ محمد الطاهر بن عاشور
9. البدور الزاهرة في القراءات العشر المتواترة بحاشية المصحف الشريف لـ عبد الفتاح عبد الغني القاضي
10. تلخيص صحيح الإمام مسلم (2/1 م.فني )لأبي العباس احمد بن عمر بن إبراهيم القرطبي تحقيق رفعت فوزي عبد المطلب - احمد محمد الخولي
11. جمالية الدين معارج القلب إلى حياة الروح لـ فريد الأنصاري
12. الحب كيف نفمه وكيف نمارسه لـ صهباء محمد بندق
13. جامع البيان في تفسير القرآن (تفسير الطبري) لـ الطبري (10/1 م.سلوفان شمواه )
14. الحكم العطائية لـ ابن عطاء الله السكندري
15. دليل مفاتيح الإعراب الميسر (شمواه) لـ شريف محسن محمود
16. ديوان بشار بن برد جمع وتحقيق وشرح محمد الطاهر ابن هاشور
17. الزهر الباسم في سير أبي القاسم -صلى الله عليه وسلم - لـ مغلطاي بن قليج تحقيق أحسن أحمد عبد الشكور
18. شرح التسهيل المسمى تمهيد القواعد بشرح تسهيل الفوائد لـ ناظر الجيش (11/1 م.فني شمواه) (رسائل دكتوراه) (نشر لأول مرة)
19. العربية الفصحى الحديثة (بحوث في تطور الألفاظ والأساليب) لـ ستتكيفتش ترجة محمد حسن عبد العزيز
20. عمليات التجارة الدولية في المصارف الإسلامية لـ أشرف محمد دوابه
21. الغنية في الكلام (كتاب) لـ أبي القاسم الأنصاري (2/1 م.سلوفان )
22. الفاكهة وقاية وعلاج لـ سلوى خفاجي، نجوى زايد، نهاد مصطفى
23. فضل العرب على الغرب في مجال البحث التجريبي لـ محمد عبد رب النبي سيد
24. قصة سربرينيتسا(رواية عن الحرب في البوسنة) لـ اسنام تاليتش ترجمة صهباء محمد بندق تقديم مهاتيير محمد
25. نحو إعادة بناء علوم الأمة الاجتماعية والشرعية، لـ طه جابر العلواني
26. نشأة الفكر الفلسفي في الإسلام لـ علي سامي النشار(2/1 مجلد)
27. الوسيط في المذهب الشافعـي لـ أبي حامد الغزالي( 7/1 م.فني) (نشر كاملاً للمـرة الأولـى)
28. الموسوعة الفقهية المقارنة (التجريد) (12/1 م.فني) (نشر للمرة الأولى)

## عضو في
- اتحاد الناشرين المصريين، رقم العضوية: 111
- اتحاد الناشرين العرب، رقم العضوية: 16

## مقر الإدارة الحالي
40 شارع أحمد أبو العلا المتفرع من شارع نور الدين بهجت الموازي لامتداد مكرم عبيد - مدينة نصر - القاهرة- مصر.

## الفروع
1. مكتبة وسط المدينة : 120 شارع الأزهر.
2. مكتبة مدينة نصر : 1 شارع الحسن بن علي المتفرع من علي أمين امتداد شارع مصطفى النحاس.
3. مكتبة الإسكندرية : 127 شارع الإسكندر الأكبر بجوار جمعية الشبان المسلمين - الشاطبي.

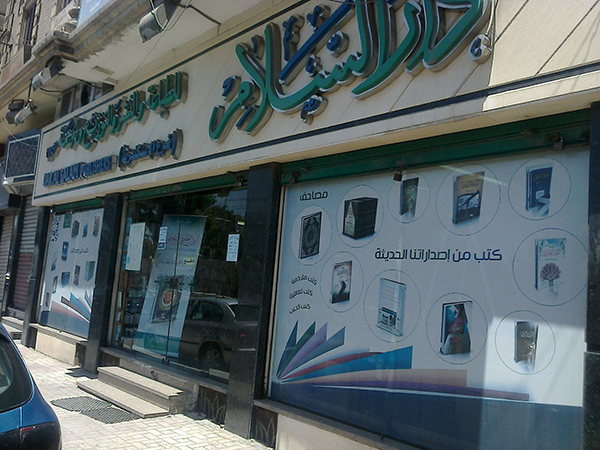
صورة فوتوغرافية لواجهة فرع مكتبة دار السلام للطباعة والنشر والتوزيع والترجمة بمدينة الإسكندرية